# Jacques Desjardin

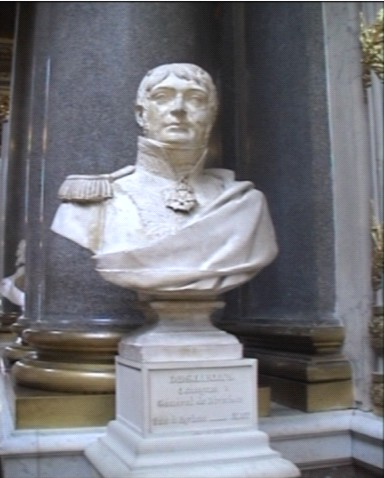
Büste in der Schlachtengalerie des Schloss Versailles

Jacques Desjardin, gelegentlich Jacques Desjardins (* 9. Februar 1759 in Angers; † 11. Februar 1807 in Landsberg/Ostpreußen) war ein französischer Général de division der Infanterie. 

## Leben
Desjardin stammte aus einfachen Verhältnissen: sein Vater war Diener und seine Mutter Tagelöhnerin. 
Am 8. September 1776 meldete sich Desjardin freiwillig zur königlichen Armee. Er konnte sich durch Tapferkeit auszeichnen und machte auch sehr schnell Karriere. 
In der Schlacht bei Jemappes (6. November 1792) führte er im Rang eines Colonels ein eigenes Kommando. Er nahm u. a. an der Belagerung von Namur (November/Dezember 1792) und kämpfte unter den Generälen Louis-Auguste Juvénal des Ursins d’Harville  und Charles-Francois Dumouriez. Ab 1796/97 hatte Desjardin eher administrative Aufgaben und kehrte erst um 1800 wieder nach Frankreich zurück. 
Ende Februar 1804 kam Desjardin in den Stab von Marschall Charles Pierre François Augereau und kämpfte u. a. in der Schlacht bei Elchingen (14. Oktober 1805), der Schlacht bei Ulm (8. Oktober 1805) und der Schlacht bei Austerlitz (2. Dezember 1805). 
Nach weiterer Beförderung kam Desjardin zu General Jacques Lefranc und kämpfte neben Pierre Belon Lapisse in der Schlacht bei Jena und Auerstedt (14. Oktober 1806), der Schlacht bei Czarnowo (23./24. Dezember 1806), der Schlacht bei Golymin (26. Dezember 1806) und der Schlacht bei Preußisch Eylau (7./9. Februar 1807). Bei letzteren Kämpfen wurde Desjardin sehr schwer verwundet und erlag im Lazarett bei Landsberg (Ostpreußen) am 11. Februar desselben Jahres seinen Verletzungen.

## Ehrungen
- 28. Februar 1804 Chevalier der Ehrenlegion
- 14. Juni 1804 Commandeur der Ehrenlegion
- Der Bildhauer Antoine Laurent Dantan schuf für die Schlachtengalerie (Prinzenflügel) von Schloss Versailles eine Büste von ihm.
- Sein Name findet sich am östlichen Pfeiler (16. Spalte) des Triumphbogens am Place Charles-de-Gaulle (Paris)